# Butry-sur-Oise
Butry-sur-Oise egy község Franciaországban. Lakosainak száma 2242 fő (2022. január 1.).

## Földrajza
Butry-sur-Oise Valmondois, Auvers-sur-Oise, L’Isle-Adam és Mériel községekkel határos.